# Punchen
Als Punchen bezeichnet man das Digitalisieren von Stickereien.
In den Anfängen der Maschinenstickerei um 1860 wurde vom Bediener noch ein mit dem Stickrahmen verbundener Hebel bewegt, der im richtigen Moment den Stickrahmen an die entsprechende Nadelposition führte und dadurch ein Muster auf der Stickmaschine entstand.
Später dann, zu Beginn des 20. Jahrhunderts, wurde diese Technik auf Lochkartenautomaten umgestellt, ähnlich wie man sie bis heute von Drehorgeln kennt. Die Lochkarten wurden von Punchern erstellt, die durch das Lochkartensystem auch aufwändigere Muster erstellen konnten und deutlich höhere Maschinendrehzahlen zuließen.
Mit dem Etablieren der EDV wurde dann um 1980 damit begonnen, die ersten Punchprogramme zu entwerfen. Am Anfang noch in einfarbiger Darstellung, später dann in Farbe und immer aufwändiger können heute Stickdesigns am PC entworfen werden. Bekannte und vor allem in Industriestickereien häufig eingesetzte Programme sind z. B. Pulse, Wilcom, Wings, Sierra, Compucon, APS-Ethos …
Es haben sich inzwischen auch reine Punchbüros etabliert, die selbst nicht sticken, sondern für ihre Kunden Stickdesigns erstellen.
Mit modernen Punchprogrammen und Cloudlösungen wie z. B. My.ZSK lassen sich Stickmaschinen in ein Netzwerk integrieren und Daten, wie z. B. Maschinenlaufzeiten, Ausschuss etc. direkt vom PC aus kontrollieren.